# NGC 4184
NGC 4184 is een open sterrenhoop in het sterrenbeeld Zuiderkruis. Het hemelobject werd op 8 maart 1837 ontdekt door de Britse astronoom John Herschel.

## Synoniemen
- ESO 130-SC10
- OCL 877